# Nanda Bayin
Nanda Bayin (tiếng Miến Điện: နန္ဒဘုရင်, phát âm [nàɰ̃da̰ bəjɪ̀ɰ̃]; 9 tháng 11 năm 1535 - 30 November [lịch cũ 20 November] năm 1600), là vua của triều đại Toungoo của Miến Điện (Myanmar) từ năm 1581 đến 1599. Ông là người đưa đến sự sụp đổ của Đế chế Toungoo, đế chế lớn nhất trong lịch sử Đông Nam Á.
Là vua cũng như con trai cả của Bayinnaung, Nanda phải đảm nhận trọng trách bảo vệ đế quốc rộng lớn của phụ vương. Tuy vậy, ông không bao giờ có được sự quy phục hoàn toàn của các chư hầu. Trong ba năm đầu tiên trị vì của ông, cả Thượng Miến Điện và Xiêm La đều nổi dậy. Trong khoảng thời gian từ năm 1584 đến năm 1593, ông đã phát động năm cuộc xâm lăng Xiêm. Tuy nhiên, từ năm 1593 trở đi, với sự hùng mạnh của Xiêm La và sự yếu kém của vương quốc, Nanda lại ở vị thế bị động phòng thủ. Do không thể chống lại cuộc xâm lược của Xiêm La do Naresuan chỉ huy, Nanda để mất toàn bộ vùng bờ biển Tenasserim vào năm 1594. Năm 1599, Nanda đầu hàng lực lượng nổi dậy và bị bắt làm tù binh. Một năm sau, ông bị Natshinnaung ám sát.
Nanda là một vị vua đầy nghị lực với năng lực trị quốc ở "tầm trung". Nhưng ông đã phạm sai lầm khi cố gắng giữ lấy một đế chế "quá lớn", vốn được xây dựng dựa trên hệ thống Mandala gồm các mối quan hệ lỏng lẽo giữa tôn chủ và chư hầu. Tuy vậy, những sai lầm của Nanda đã dạy cho hậu thế rằng một vương quốc ổn định, thịnh vượng với một hệ thống hành chính hoàn chỉnh thì tốt hơn nhiều so với một đế quốc rộng lớn nhưng lại mong manh và bất ổn, lục đục.

## Sách tham khảo
- Aung-Thwin, Michael A. (tháng 11 năm 1996). "The Myth of the "Three Shan Brothers" and the Ava Period in Burmese History". The Journal of Asian Studies. Quyển 55 số 4. tr. 881–901. doi:10.2307/2646527. JSTOR 2646527.
- Aung-Thwin, Michael A.; Maitrii Aung-Thwin (2012). A History of Myanmar Since Ancient Times . Honolulu: University of Hawai'i Press. ISBN 978-1-86189-901-9.
- Fernquest, Jon (Spring 2005). "The Flight of Lao War Captives from Burma back to Laos in 1596: A Comparison of Historical Sources" (PDF). SOAS Bulletin of Burma Research. Quyển 3 số 1. ISSN 1479-8484. Bản gốc (PDF) lưu trữ ngày 18 tháng 1 năm 2022. Truy cập ngày 1 tháng 7 năm 2020.
- Harvey, G. E. (1925). History of Burma: From the Earliest Times to ngày 10 tháng 3 năm 1824. London: Frank Cass & Co. Ltd.
- Htin Aung, Maung (1967). A History of Burma. New York and London: Cambridge University Press.
- Kala, U (1724). Maha Yazawin (bằng tiếng Miến Điện). Quyển 1–3 (ấn bản thứ 4). Yangon: Ya-Pyei Publishing.
- Lieberman, Victor B. (2003). Strange Parallels: Southeast Asia in Global Context, c. 800–1830, volume 1, Integration on the Mainland. Cambridge University Press. ISBN 978-0-521-80496-7.
- Maha Sithu (1798). Myint Swe (1st ed.) Kyaw Win, Ph.D. and Thein Hlaing (2nd ed.) (biên tập). Yazawin Thit (bằng tiếng Miến Điện). Quyển 1–3 (ấn bản thứ 2). Yangon: Ya-Pyei Publishing.{{Chú thích sách}}:  Quản lý CS1: tên số: danh sách biên tập viên (liên kết)
- Phayre, Lt. Gen. Sir Arthur P. (1883). History of Burma (ấn bản thứ 1967). London: Susil Gupta.
- Ratchasomphan (Sænluang.) (1994). David K. Wyatt (biên tập). The Nan Chronicle. SEAP Publications. ISBN 9780877277156.
- Royal Historical Commission of Burma (1832). Hmannan Yazawin (bằng tiếng Miến Điện). Quyển 1–3 (ấn bản thứ 2003). Yangon: Ministry of Information, Myanmar.
- Sandamala Linkara, Ashin (1931). Rakhine Razawin Thit (bằng tiếng Miến Điện). Quyển 1–2 (ấn bản thứ 1997). Yangon: Tetlan Sarpay.
- Sein Lwin Lay, Kahtika U (1968). Mintaya Shwe Hti and Bayinnaung: Ketumadi Taungoo Yazawin (bằng tiếng Miến Điện) (ấn bản thứ 2). Yangon: Yan Aung Sarpay.
- Simms, Peter; Sanda Simms (2001). The Kingdoms of Laos: Six Hundred Years of History . Psychology Press. ISBN 9780700715312.
- Stuart-Fox, Martin (2008). Historical Dictionary of Laos. Scarecrow Press. ISBN 9780810864115.
- Tarling, Nicholas (1999). The Cambridge History of Southeast Asia. Quyển 2 . Cambridge University Press. ISBN 9780521663700.
- Than Tun (1985). The Royal Orders of Burma, A.D. 1598–1885. Quyển 2. Kyoto University. hdl:2433/173789.
- Wyatt, David K. (2003). Thailand: A Short History (ấn bản thứ 2). Yale University Press. ISBN 978-0-300-08475-7.